# نوربرت تریلوف
نوربرت تریلوف (به آلمانی: Norbert Trieloff) بازیکن فوتبال و مدافع اهل آلمان شرقی بود که از سال ۱۹۸۰ میلادی عضو تیم ملی فوتبال آلمان شرقی بوده‌است. وی در ۱۸ بازی ملی حضور داشته و در بازی‌های ملی‌اش گلی به ثمر نرساند. نوربرت تریلوف آخرین بازی ملی خود را در سال ۱۹۸۴ میلادی انجام داد.